# Уайт, Шерман
Ше́рман Уа́йт (англ. Sherman White; 16 декабря 1928 года, Филадельфия, Пенсильвания, США — 4 августа 2011 года, Пискатевей, Нью-Джерси, США) — американский баскетболист, игравший на позиции форварда и выступавший за команду университета Лонг-Айленда «Лонг-Айленд Блэкбёрдс» с 1948 по 1951 год. В сезоне 1950/51 Уайт, набирая в среднем за игру 27,7 очка, стал самым результативным игроком «NCAA и заслужил звание Баскетболиста года среди студентов по версии Sporting News». Уайту оставалось набрать 77 очков, чтобы на то время стать рекордсменом по суммарному количеству набранных очков в истории NCAA, но он оказался замешанным в скандале с подтасовкой результатов матчей, и потерял возможность играть за свой университет. Из шестерых подсудимых баскетболистов «Блэкбёрдс» Уайт получил самый суровый приговор в виде 12 месяцев тюремного заключения, из которых он отбыл восемь. Одновременно с этим он был лишён многочисленных премий и наград, не смог выставить свою кандидатуру на драфт НБА и получил пожизненный запрет на выступление в Национальной баскетбольной ассоциации.

## Ранние годы
Шерман Уайт родился в Филадельфии (штат Пенсильвания, США). Когда ему было два года, его родители переехали в Энглвуд (штат Нью-Джерси), где Уайт и провёл детство. Его отец работал на предприятии по выработке льда, а вечером посещал курсы по обучению на специалиста по холодильному оборудованию, тогда как мать присматривала за детьми. Уже в детстве Шерман был очень высоким ребёнком, и, когда осенью 1943 года он стал посещать старшую школу Линкольна, его рост был около 180 см. В то время он увлёкся баскетболом и в свои 15 лет часто успешно играл против превосходивших его по возрасту соперников. В 1944 году он перешёл в старшую школу имени Дуайта Морроу. На тот момент его рост составлял около 196 см, и он сразу же стал лучшим баскетболистом в школе.
Первым баскетбольным тренером Уайта стал Том Морган, с которым он поддерживал хорошие отношения и всегда советовался. На последнем году обучения в школе, в сезоне 1946/47, Уайт помог школьной команде одержать 28 побед, при этом команда не потерпела ни одного поражения, и стать чемпионом среди старших школ на Северо-Востоке. В одной из игр Уайт набрал 49 очков, установив рекорд среди школ Нью-Джерси. В том же году он был выбран в сборную школьников штата.
Будучи сильным баскетболистом, Уайт не мог похвастаться хорошими оценками: по успеваемости он был 230-м из 263-х учеников. Однако благодаря своим успехам на баскетбольной площадке он мог рассчитывать на университетскую стипендию. К концу обучения в школе Шерману поступило много предложений от разных университетов и колледжей, хотя из-за его плохой успеваемости некоторые из них, например университет Дюкейн, отозвали свои приглашения.

## Университетская карьера

### Выбор университета
Одно из предложений стипендии поступило из университета Лонг-Айленда. Главный тренер университетской команды, Клэр Би, предложил Уайту принять участие в сборах, на которых, кроме него, было более 200 учеников из разных школ. Шерман поразил тренеров своим умением играть на подборе, убегать в быстрый отрыв, с высокой точностью поражать кольцо, а также грамотно перемещаться по площадке без мяча. По окончании просмотра Шерман дал устное согласие на поступление в университет и уехал в Энглвуд. Когда он вернулся домой, многие из его знакомых скептически отнеслись к его желанию учиться в Нью-Йорке, так как, по их мнению, это был «слишком большой и грязный город». Когда Уайт пришёл за советом к своему школьному тренеру Моргану, тот, как выпускник университета Вилланова, предложил Шерману поступить туда, считая, что баскетбольная команда «Уайлдкэтс» хорошо подойдёт ему. Уайт доверял и уважал своего тренера, поэтому последовал его совету.

### Университет Вилланова
Осенью 1947 года Шерман Уайт поступил в университет Вилланова, однако уже скоро пересмотрел своё решение. Уайт был единственным афроамериканцем в Вилланове, из-за чего испытывал дискомфорт. К тому же, несмотря на обещания администрации колледжа о том, что он, в основном, будет заниматься физическим развитием, Уайт почти не играл в баскетбол. За первые шесть месяцев в университете он получил две оценки C, две D и одну F, после чего решил покинуть это учебное заведение.

### Университет Лонг-Айленда
Вскоре после того, как Уайт вернулся домой, главный тренер баскетбольной команды университета Лонг-Айленда, Клэр Би, повторно обратился к Шерману с предложением поступить к ним. После переговоров Уайт принял участие в матче с университетской сборной, в котором он, несмотря на отсутствие опыта игр с командами такого уровня, стал одним из лучших игроков. Уайту была предложена стипендия, и в феврале 1948 года он стал членом баскетбольной команды новичков университета, где и пробыл до конца своего первого года обучения. Би стал следить, чтобы Уайту, будущей звезде команды, были предоставлены все условия для занятия баскетболом. Например, он попросил смотрителя местного отделения YMCA, чтобы площадка была открыта всю ночь, и Уайт мог приходить туда в любое время. Там Шерман подружился с защитником «Блэкбёрдс» Эдди Гардом, с которым они стали часто тренироваться вместе. Гард понравился Уайту своим представительным характером и чувством стиля, однако впоследствии Гард вовлёк его в скандал с подтасовкой результатов матчей.
Университетская карьера Уайта началась неудачно и только к середине сезона он завоевал место в стартовом составе. Его игровое время начало увеличиваться, что положительно сказалось на его эффективности. В среднем за сезон он набирал 9,4 очка за игру. Не забывал Уайт и о учёбе. Например, в межсезонье он вернулся в школу, где стал изучать те курсы, которые, по его мнению, станут самыми сложными для него в следующем году. Вместе с этим он продолжал тренироваться в лагерях YMCA, а также участвовал в подготовительном лагере в Бруклине. В следующем сезоне 1949/50 Уайт уже набирал по 22 очка за игру, став лучшим игроком страны по проценту реализации бросков, был включён во вторую всеамериканскую сборную и был призван лучшим игроком Нью-Йоркской агломерации, получив приз Хаггерти. Он также помог выйти «Блэкбёрдс» в Национальный пригласительный турнир 1950 года. 28 февраля 1958 года Уайт установил рекорд Лонг-Айлендского университета по количеству набранных очков в одной игре: в матче против колледжа Джона Маршала он набрал 63 очка и сделал 27 бросков с игры.

### Вовлечение в букмекерский скандал
Во время своего второго сезона в команде Уайт начал замечать, что у некоторых его товарищей по команде, особенно Гарда, постоянно случаются «плохие» игры. 17 января 1950 года в проигранной игре против университета штата Северная Каролина со счётом 55:52, Уайт заметил, что Гард «сделал ему несколько плохих пасов». В то время Уайт не знал и не участвовал ни в каких скандалах, связанных с подтасовкой результатов игр. Только три игрока команды Гард, Адольф Бигос и Дик Фуертадо, предположительно, старались проигрывать игры. В этом же году ему также предложили принять участие в подтасовке результатов игр. Не желая быть изгоем и чувствовать давление сверстников, Уайт, также хотевший заработать деньги для своей бедной семьи, согласился подтасовывать результаты игры.
22 марта 1998 года в интервью The New York Times Уайт скажет:

После игры с университетом Северная Каролина Стейт Эдди Гард по дружески приблизился ко мне. Он сел рядом со мной и стал разговаривать. Он также подозвал Бигоса и Фуертадо. Он рассказал мне всю ту же старую историю: «Мы контролировали игру. Мы достаточно хороши, чтобы победить их и мы можем заработать немного денег. Они не платят тебе деньги здесь, в УЛА». Та же старая история. Мы можем контролировать игру и никто не пострадает кроме азартных игроков. Теперь я один из них. Давление сверстников.
Оригинальный текст (англ.)After that N.C. State game, Eddie Gard befriends me. We sat down and started talking. He brought in Bigos and Fuertado. He gave me the same old story: 'We control the game. We're good enough to beat these guys anyway and we can make some money. They ain't giving you no money here at L.I.U.' The same old story. We can control the game and nobody will get hurt except the gamblers. Now I'm one of the guys. Peer pressure.
— Шерман Уайт, The New York Times
Эдди Гард был связан с Сальваторе Соллаззо — 45 летним ювелиром и букмекером, отсидевшим пять лет в 1930-х годах, человеком, ответственным за подтасовки матчей в нескольких университетах Нью-Йорка в конце 1940-х — 1951 году (Сити-колледже, колледже Манхеттена, Нью-Йоркском университете и университете Лонг-Айленда). Семья Гарда была бедной, и, желая помочь ей, он согласился подтасовывать результаты, так как каждая «слитая» игра приносила ему до 1 000 долларов. Изначально в незаконных действиях, кроме Гарда, были также замешаны Бигос и Фуертадо, а позже к ним присоединились Уайт и Лерой Смит.
К концу своего второго сезона в университете Уайт участвовал в двух подтасованных матчах. В первом матче его команда проиграла университету Цинциннати со счётом 83:65. Второй случай произошёл в первом раунде Национального пригласительного турнира 1950 года, когда УЛА проиграл университету Сиракуз со счётом 80:52. Однако Уайт утверждал, что они и так сильно проигрывали своим соперникам, поэтому они лишь слегка повлияли на окончательный счёт .
В начале сезона 1950/51 игроки УЛА подтасовали результаты ещё нескольких игр, повлияв на окончательный счёт:
- 2 декабря — выиграли с разницей менее 7½ против университета штата Канзас (60:59)
- 7 декабря — выиграл с разницей менее 4 очков против Денвера (58:56)
- 25 декабря — выиграли с разницей менее 11 очков против Айдахо (59:57)
- 4 января — выиграли с разницей менее 8 очков против Боулинг Грин (69:63)

Шерман Уайт, Бигос и Смит проигнорировали желание Соллаззо подтасовать результат игры 16 января против Дюкейна. На троих баскетболисты набрали 64 очка, что позволило «Блэкбёрдс» победить со счётом 84:52. Предположительно Соллаззо потерял на этом 30 000 долларов, после чего пригрозил Уайту, чтобы он не вздумал так больше делать.

#### Арест
В обществе начали расти подозрения, что среди нью-йоркских университетов имеют место договорные матчи, причем не только в случае с «Лонг-Айленд Блэкбёрдс», но и с другими командами. Например, Сити-колледж проигрывал матчи, которые должен был обязательно выигрывать. То же самое наблюдалось в играх команд Нью-Йоркского университета и колледжа Манхэттена. Хотя общественность не высказывала свои подозрения, полиция начала расследование. 18 февраля несколько игроков Сити-колледжа, возвращавшихся в Нью-Йорк после игры в Филадельфии, были арестованы полицией на Пенсильванском вокзале, сразу после выхода с поезда. Арест стал результатом расследования, в ходе которого были изучены игры на протяжении последних нескольких лет. Через два дня полиция арестовала Шермана Уайта в отделении YMCA в Бруклине. Позже Уайт сказал: «Я знал, что это было всего лишь дело времени. Я был как в тумане. Насколько я понимал, моя жизнь была окончена». В тот же день были также арестованы Бигос и Смит.

#### Последствия
После того, как Уайт был арестован, он отдал 5 500 долларов, которые хранил в конверте в своём номере. Он был вынужден пропустить оставшиеся игры сезона, но уже на тот момент Уайт в среднем набирал по 27,7 очка за игру и был самым результативным баскетболистом страны среди студентов. На момент своего ареста он набрал 1435 очков в сезоне и ему не хватило 77 очков, чтобы на то время стать самым результативным игроком в истории «NCAA. 19 февраля 1951 года, за день до ареста Уайта, журнал Sporting News назвал его Лучшим игроком года». Единственной причиной, почему издание не отозвало награду, стало то, что Sporting News уже разослало номер и было поздно возвращать его. Хотя в прошлом году Уайт был включён во вторую всеамериканскую сборную и был одним из главных претендентов на попадание в первую сборную в 1951 году и на награду лучшего игрока года, NCAA запретила вручать премии и награды баскетболистам любых учебных заведений, игроки и тренеры которых были замешаны в скандале с подтасовкой результатов матчей в студенческом баскетболе с 1940-х по 1951 год. Из-за скандала университет Лонг-Айленда был вынужден свернуть свою спортивную программу в 1951 году и возобновил её только в 1957 .
Судья Сол Стрейт председательствовал на всех делах, связанных с этим скандалом. В результате судебного дела Уайт получил самое суровое наказание среди всех обвиняемых. Хотя Эдди Гард был главным зачинщиком в УЛА, Уайт стал единственным игроком в своём университете, которому присудили больше, чем условный срок. В то время, как пять других игроков отделались довольно легко, Уайт был приговорён к 12 месяцем тюремного заключения в Райкерсе, известной тюрьме Нью-Йорка, куда обычно сажают закоренелых преступников. 3 марта Апелляционный комитет Нью-Йорка отклонил прошение Уайта о досрочном освобождении. В тюрьме, во время свободного времени, Шерман продолжал играть в баскетбол, а также стал петь в церковном хоре. Шерман Уайт был досрочно освобождён, отбыв в общей сложности за решёткой 8 месяцев и 24 дня. Впоследствии Уайт вспоминал:

До этого дня я думал, что была какая-то договорённость между моим адвокатом и прокурором. Остров Райкерс по идее строился как исправительное заведение, однако это было худшим местом на планете для ребёнка, который пытается исправить свою жизнь. Я часто задавался вопросом, почему выйдя оттуда я не стал преступником. Со всеми теми людьми и извращенцами, которых я встречал, это определённо был бы лёгкий путь.
Оригинальный текст (англ.)To this day, I believe there was some kind of collaboration between my lawyer and the prosecution. Riker's [sic] Island was supposed to have been built for rehabilitation, but it was the worst place in the world for a kid to try and straighten out his life. I often wonder why I never came out of there a criminal. With all the characters and perverts I met, it certainly would have been the easy way to go.
— Шерман Уайт
Спустя годы Уайт, как и другие, задавался вопросом, сыграл ли расизм свою роль в том, что ему присудили такое тяжёлое наказание. Однако Уайт признался, что во время суда не высказывал должное уважение и раскаяние, которое было необходимо в такой ситуации.
Главный организатор махинации, Сальваторе Соллаззо, был приговорён к 12 годам тюремного заключения и был оштрафован на 1 128 493 долларов за уклонение от уплаты налогов. 5 марта 1951 года журналист TIME написал, что самым позитивным из этого происшествия стало то, все осознали, насколько влияют на игру букмекеры и преступные сговоры, которые присутствуют не только в студенческом баскетболе, но и во всем студенческом спорте в стране.

## Дальнейшая жизнь
После того, как Шерман отбыл заключение в Райкерсе, он на выходных выступал в Восточной профессиональной баскетбольной лиге, где играл за клубы «Уилкс-Барре Баронс» и «Хазлтон Маунтэйнерс» в течение девяти лет. Кроме игры в баскетбол, он занимался продажей ставен, автомобилей и алкогольных напитков. Шерман Уайт дважды женился и со второй женой вырастил шесть детей. Он также тренировал баскетбольные команды в лагерях YMCA в Ньюарке и Ист Орандже.
Канал Home Box Office (HBO) пытался взять у Уайта интервью для своего фильма о скандале в студенческом баскетболе 1951 года City Dump: The Story of the 1951 CCNY Basketball Scandal, но тот отказался. Позже он высказывал огорчение из-за того, что HBO, по его мнению, неправильно осветило причину того, что ему дали более суровое наказание по сравнению с другими участниками скандалами. Так в фильме было сказано, что у него была судимость в несовершеннолетнем возрасте, что не соответствует действительности. Он также высказывал недовольство тем, что всю вину свалили на игроков, хотя в скандал были вовлечены и тренера, руководство университетов и школ, а также зрители на трибунах, которые во время матчей делали разного рода ставки.
Уайт умер 4 августа 2011 года в Пискатевей (штат Нью-Джерси) от острой сердечной недостаточности.

## Наследие
Шерман Уайт считался одним из претендентов на выбор в первом раунде драфта НБА 1951 года, а «Нью-Йорк Никс» даже собирались выбрать его как территориальный выбор. Клуб собирался предложить Уайту зарплату примерно 12 000 — 13 000 долларов, что по тем временам считалось очень большой суммой. Однако, после того как его посадили в тюрьму, ему, как и другим баскетболистам, замешанным в этом скандале, было запрещено выступать в НБА .
Из-за того, что на Уайта наложили пожизненный запрет на выступлении в НБА, он, в основном, запомнился как один из лучших игроков в истории студенческого баскетбола США, который так и не стал выступать профессионально. В 2007 году сайт TheDraftReview включил его в список «Honorable Draftee», назвав Шермана «лучшим баскетболистом, которого вы никогда не знали» и «предположительно лучшим (студенческим) игроком в истории Нью-Йорка». В статье The New York Times автор задался вопросом, выиграли бы «Никс» с Уайтом чемпионаты НБА 1951 и 1952 годов, вместо того, чтобы проиграть оба раза в финале «Миннеаполис Лейкерс». В 1984 году «Мэдисон-сквер-гарден» включил Уайта в свою студенческую баскетбольную сборную всех времён.

## Статистика
Во время выступлений Шермана Уайта в NCAA не фиксировались данные во многих статистических категориях, таких как подборы, передачи, блок-шоты, перехваты и потери. Статистика приведена по данным.
| 1948/49                                                                                 | Лонг-Айленд Блэкбёрдс | 30 |  | 9,4  |  |  |  |  |  |  |  |  |  |
| 1949/50                                                                                 | Лонг-Айленд Блэкбёрдс | 25 |  | 22,0 |  |  |  |  |  |  |  |  |  |
| 1950/51                                                                                 | Лонг-Айленд Блэкбёрдс | 22 |  | 27,7 |  |  |  |  |  |  |  |  |  |
| Наведите курсор мыши на аббревиатуры в заголовке таблицы, чтобы прочесть их расшифровку |                       |    |  |      |  |  |  |  |  |  |  |  |  |